# Jaime de Magalhães Lima
Jaime de Magalhães Lima (Aveiro, Vera Cruz, 15 de Outubro de 1859 – Aveiro, Eixo, 26 de Fevereiro de 1936) foi um pensador, poeta, ensaísta e crítico literário português. Foi defensor e divulgador do vegetarianismo, do qual era adepto fervoroso. É patrono da escola secundária de Esgueira, por isso denominada Escola Secundária Jaime de Magalhães Lima.

## Família
Jaime de Magalhães Lima nasceu e viveu em Aveiro, Vera Cruz, filho de Sebastião de Carvalho e Lima (Aveiro, Eixo, 21 de Fevereiro de 1824 - Aveiro, Vera Cruz) e de sua mulher Leocádia Rodrigues Pinto de Magalhães (Rio de Janeiro - Aveiro, Vera Cruz), emigrantes portugueses na cidade do Rio de Janeiro. Teve duas irmãs (Lucília Carmina de Magalhães Lima e Zulmira de Magalhães Lima) e um irmão, o jornalista e político Sebastião de Magalhães Lima.

## Biografia
Licenciou-se em Direito na Faculdade de Direito da Universidade de Coimbra em 1888, onde conheceu Ramalho Ortigão, Oliveira Martins e o seu grande amigo Antero de Quental.
Era admirador de Tolstoi, que conheceu quando foi à Rússia, conforme relata no seu livro Cidades e paisagens (1889).
Dirigiu a revista Galeria Republicana (1882-1883) e colaborou na Revista de Portugal de Eça de Queiroz. Colaborou ainda com regularidade no mensário O Vegetariano, dirigido por Amílcar de Sousa e em diversas publicações periódicas, nomeadamente nas revistas: A semana de Lisboa (1893-1895), Branco e negro (1896-1898), Atlântida(1915-1920), Pela Grei  (1918-1919) e na revista Homens Livres  (1923).
Faleceu na sua quinta em Eixo, Aveiro, a 26 de Fevereiro de 1936.

## Casamento e descendência
Casou com Maria do Cardal de Lemos Pereira de Lacerda Sant'Iago (Condeixa-a-Nova, Condeixa-a-Nova, 16 de Janeiro de 1865 - Condeixa-a-Nova, Condeixa-a-Nova, 16 de Janeiro de 1945), filha do 1.º Conde de Condeixa, de quem teve um filho e duas filhas.

## Obras
(R)=Romance, (C)=Conferência, (T)=Tradução, (P)=Obra poética, (E)=Ensaio, (B)=Biografia
- 1886 - Estudos sobre a literatura contemporânea (E)
- 1887 - O Snr. Oliveira Martins e o seu projecto de lei sobre o fomento rural
- 1888 - A democracia (E) (eBook)
- 1888 - A arte de estudar (T - Alexander Bain)
- 1889 - Cidades e paisagens (eBook)
- 1892 - As doutrinas do Conde Leão Tolstoi (E)
- 1894-1895 - Jesus Cristo (T - Henri Didon)
- 1899 - Notas de um provinciano
- 1899 - Transviado (R) (eBook)
- 1899 - O Crédito agrícola em Portugal (E) (eBook)
- 1900 - Elogio de Edmundo de Magalhães Machado
- 1901 - Sonho de Perfeição (R)
- 1902 - J. P. Oliveira Martins: in memoriam: 30 de Abril de 1845 - 24 de Agosto de 1894
- 1902 - Vozes do meu lar
- 1903 - Na paz do senhor (R)
- 1904 - Reino da saudade (R)
- 1905 - Via redentora
- 1906 - Apóstolos da terra
- 1908 - S. Francisco de Assis e seus evangelhos
- 1909 - O ensino de Jesus: uma exposição simples (T - Leão Tolstoi)
- 1909 - A anexação da Bósnia e da Herzegovina pela Áustria (T - Leão Tolstoi)
- 1909 - José Estêvão (eBook)
- 1910 - Alexandre Herculano (B) (eBook)
- 1910 - Rogações de eremita (eBook)
- 1912 - O Vegetarismo e a Moralidade das raças (C) (eBook)
- 1915 - Salmos do prisioneiro (eBook)
- 1915 - A guerra: depoimentos de hereges (eBook)
- 1918 - Do que o fogo não queima (eBook)
- 1920 - Rasto de sonhos: arte e alentos de pousadas da minha terra
- 1920 - Eucaliptos e acácias (eBook)
- 1923 - Coro dos coveiros
- 1923 - A língua portuguesa e os seus mistérios
- 1924 - Alberto Sampaio e o significado dos seus estudos na interpretação da história nacional (B)
- 1925 - Camilo e a renovação do sentimento nacional na sua época (B)
- 1925 - Rafael Bordalo Pinheiro: moralizador político e social (B)
- 1926 - A arte de repousar e o seu poder na constituição mental e moral dos trabalhadores
- 1931 - Princípios e deveres elementares
- 1931 - Dificuldades étnicas e históricas da insinuação do nacionalismo na arte portuguesa contemporânea
- 1933 - O amor das nossas coisas: e alguns que bem o serviram
- 1934 - Dr. Alberto Souto: o seu espírito, o seu carácter e a sua obra (B)
- 1964 - O culto da flor e os jardins da Inglaterra
- 1968 - Os povos do baixo Vouga
- 1986 - Entre pastores e nas serras
- 1957 - Divagações de um terceiro